# Paolo Cappello
Paolo Cappello (1452 – Venezia, 26 ottobre 1532) è stato un politico e generale italiano della Repubblica di Venezia. era napoletano

## Biografia
Figlio di Vettore Cappello e di Lucia Querini, nel 1479 sposò Elisabetta Corner, sorella della regina Caterina di Cipro.
Nel 1480 fu nominato ufficiale all'armamento e nel 1492 si recò con Marco Dandolo in Ungheria come ambasciatore della Repubblica di Venezia per firmare il patto di alleanza con il re Ladislao II contro l'Impero ottomano. Nel 1495 partecipò alla battaglia di Fornovo. Nel 1496 fu eletto ambasciatore della Serenissima presso il Regno di Napoli: durante il viaggio si unì alle truppe del Marchese di Mantova dirette a combattere i francesi. Il 12 maggio 1497 fece ritorno a Venezia. Tra il 1499 e il 1500 fu eletto ambasciatore di Venezia presso la Santa Sede a Roma, in un periodo difficile per la Serenissima per i rapporti ambigui tenuti sia con la Francia sia con lo Stato Pontificio, aggravato dalla Guerra turco-veneziana (1499-1503).
Eletto due volte come savio di Terraferma nel 1500 e 1501, fu anche Avogador di Comun e vicedomino di Ferrara. Tra il 1502 e il 1506 ricoprì vari incarichi governativi, tra cui quelli di savio del Consiglio, savio di Terraferma, membro del Consiglio dei dieci (di cui fu eletto capo più volte) e consigliere del Doge. Eletto capitano di Cremona nel luglio 1506, fece rafforzare le mura del castello. Al ritorno a Venezia del 21 settembre 1508 tornò a far parte del Consiglio dei dieci, pochi mesi prima dello scoppio della guerra della Lega di Cambrai contro Venezia. Dopo la disfatta nella battaglia di Agnadello, Cappello rifiutò (ufficialmente a causa della sifilide) la nomina a provveditore in campo voluta dal Senato veneziano: ciò provocò grande sdegno e polemiche nel Consiglio dei dieci e nella nobiltà veneziana, tanto che Paolo Cappello smise di pagare le tasse al fine di non farsi rieleggere, in quanto debitore verso lo Stato. Tuttavia, il suo prestigio era comunque così elevato che venne eletto nuovamente ambasciatore per recarsi dal papa Giulio II, nel tentativo di rompere la Lega di Cambrai. Dopo un'attesa di otto mesi, fu finalmente ricevuto dal Papa, ottenendo poi l'assoluzione della Repubblica di Venezia dall'interdetto e l'accordo di pace, propedeutico alla futura alleanza tra Venezia e lo Stato Pontificio.
Di nuovo eletto provveditore in campo il 18 maggio 1510, riconquistò la città di Vicenza al fianco di Andrea Gritti. Il 3 ottobre 1510 guidò 3.000 soldati, 1.000 cavalieri e 2.000 fanti nel Polesine, conquistando l'8 ottobre il castello di Ficarolo, da cui passò con un ponte di barche sul fiume Po, raggiungendo il ferrarese. Successivamente prese Concordia sulla Secchia, dove ritrovò papa Giulio II il 12 gennaio. Superato il fiume Secchia combattendo contro i francesi, giunse finalmente alla Mirandola in cui era in corso da venti giorni l'assedio del 1510-1511, condotto blandamente dal nipote del papa, Francesco Maria I Della Rovere, duca di Montefeltro e capitano generale della Chiesa. Dopo che un grosso proiettile distrusse l'alloggio del papa, Giulio II rimosse il nipote e incaricò Cappello di condurre l'assedio, che si concluse il 20 gennaio 1511 con la presa della piazzaforte dopo tre giorni di bombardamenti ininterrotti. Gli eserciti pontificio e veneziano marciarono poi verso Ferrara, ma non riuscendo ad impossessarsi di una fortificazione sul fiume Po, si ritirarono sulla sponda occidentale del fiume Panaro. Dopo l'improvvisa fuga dei soldati pontifici conseguente alla caduta di Bologna, le truppe veneziane vennero assaltate e trucidate dai francesi a Ponte di Reno il 22 maggio: Paolo Cappello con alcuni cavalieri riuscì a mala pena a salvarsi, venendo poi recuperato a Cesenatico dalla flotta veneziana inviata in soccorso. Sbarcato a Chioggia, gli venne ordinato di recarsi a Lonigo  per affiancare Andrea Gritti nella guerra contro la Francia che continuava tra le province di Vicenza e Verona. Fra le vittorie si ricordano quelle di Sandrigo verso Marostica (1º settembre) e Soave (27 settembre).
Ritornato a Venezia il 17 novembre 1511 durante la tregua invernale, il 5 febbraio 1512 fu nominato nuovamente provveditore in campo insieme a Domenico Contarini, ma nulla poté contro la caduta e il sacco di Brescia, conquistate dall'esercito francese comandato da Gastone de Foix. Nonostante un'altra vittoria a Ravenna, le truppe francesi si erano ormai indebolite, cosicché vennero ricacciate in Lombardia dall'esercito veneziano, il quale poi riconquistò Bergamo e Crema, oltre alle prese di Pavia e Cremona. Assolto da un processo intentato da Leonardo Emo nel Senato veneziano per presunta negligenza nella caduta di Brescia, Paolo Cappello chiese di essere sollevato dagli incarichi e ritornare a Venezia il 6 marzo 1513. In seguito partecipò al governo della Serenissima come Savio del Consiglio e membro del Consiglio dei dieci.
Il 6 ottobre 1524 il Maggior Consiglio lo elesse Procuratore di San Marco.
Morì all'età di 80 anni e fu sepolto nella chiesa di Santa Maria della Carità a Venezia.